# Дисамарийгептадекацинк
Дисамарийгептадекацинк — бинарное неорганическое соединение
самария и цинка
с формулой Zn17Sm2,
кристаллы.

## Получение
- Сплавление стехиометрических количеств чистых веществ:

{\displaystyle {\mathsf {2Sm+17Zn\ {\xrightarrow {940^{o}C}}\ Zn_{17}Sm_{2}}}}

## Физические свойства
Дисамарийгептадекацинк образует кристаллы нескольких модификаций:
- гексагональная сингония, пространственная группа P 63/mmc, параметры ячейки a = 0,8979 нм, c = 0,8876 нм, Z = 2, структура типа гептадеканикельдитория Th2Ni17
- тригональная сингония, пространственная группа R 3m, параметры ячейки a = 0,9017 нм, c = 1,3211 нм, Z = 3, структура типа гептадекацинкдитория Th2Zn17 [1][2][3].

Соединение конгруэнтно плавится при температуре 940 °C
.